# بيله جك (محافظة)
محافظة بيله جك (بالتركية: Bilecik)‏ المعروفة سابقًا باسم «أرطغرل»: هي إحدى محافظات تركيا التي تقع في منطقة مرمرة، وعاصمتها مدينة بيله جك التي كانت العاصمة الأولى للدولة العثمانية.
تقع محافظة بيله جك في غرب تركيا ، عدد سكان المقاطعة: 228,334 نسمة. يعيش 86.13٪ من هؤلاء السكان في المدن (نهاية عام 2021). تبلغ مساحة المحافظة 4,177 كم2. هناك 55 شخصًا لكل كيلومتر مربع في المحافظة. (هذا الرقم هو 109 في المنطقة المركزية). يبلغ ارتفاع وسط المدينة عن مستوى سطح البحر 513 مترًا.
وفقًا لبيانات معهد الإحصاء التركي TÜİK بتاريخ 4 فبراير 2020، هناك: 8 أحياء و11 بلدية و 62 حيًا و244 قرية في هذه البلديات.
تم تأسيس الدولة العثمانية في عام 1299 ومعها اتخذت مدينة بيله جك عاصمة له .

## معرض صور

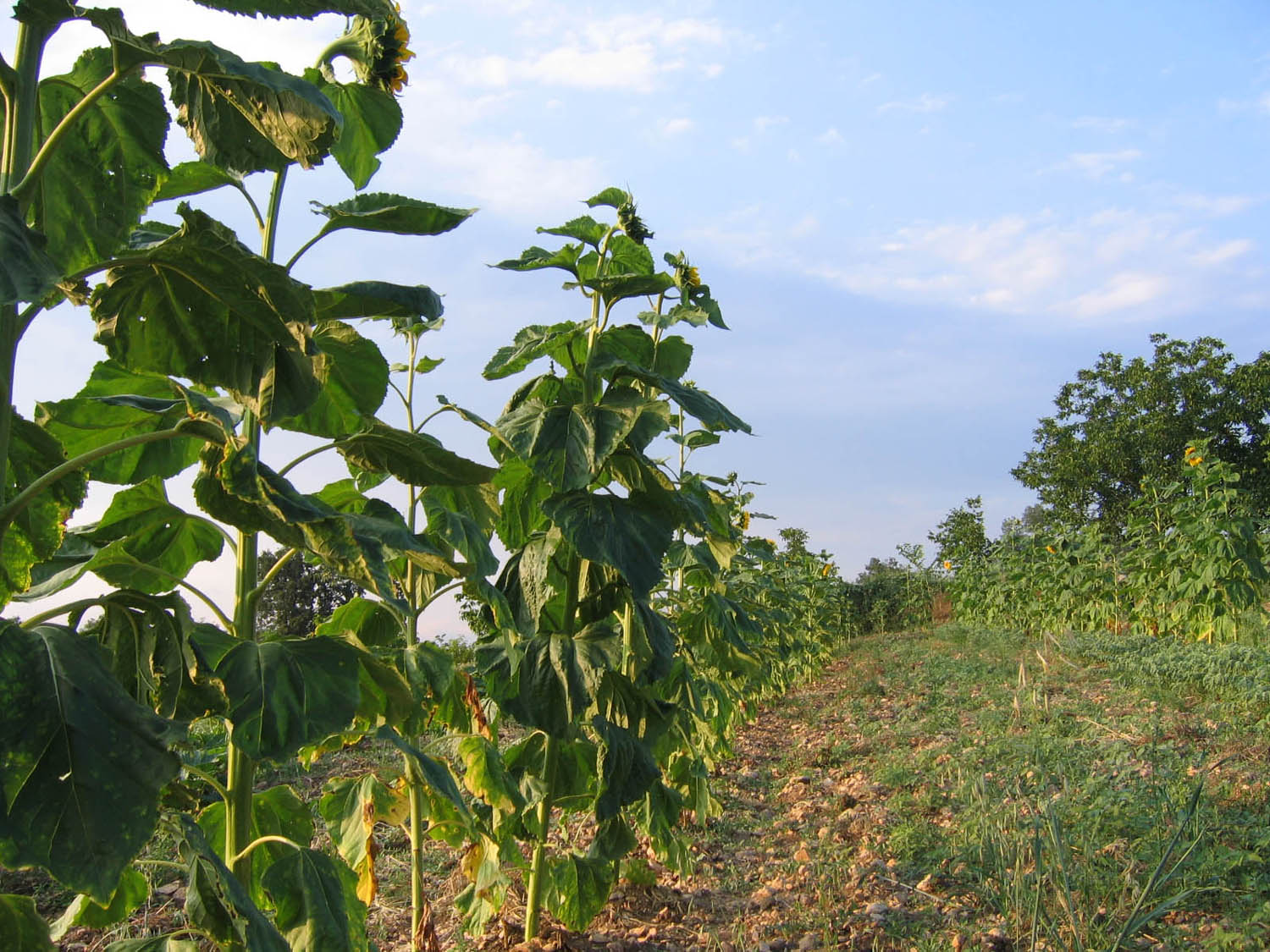
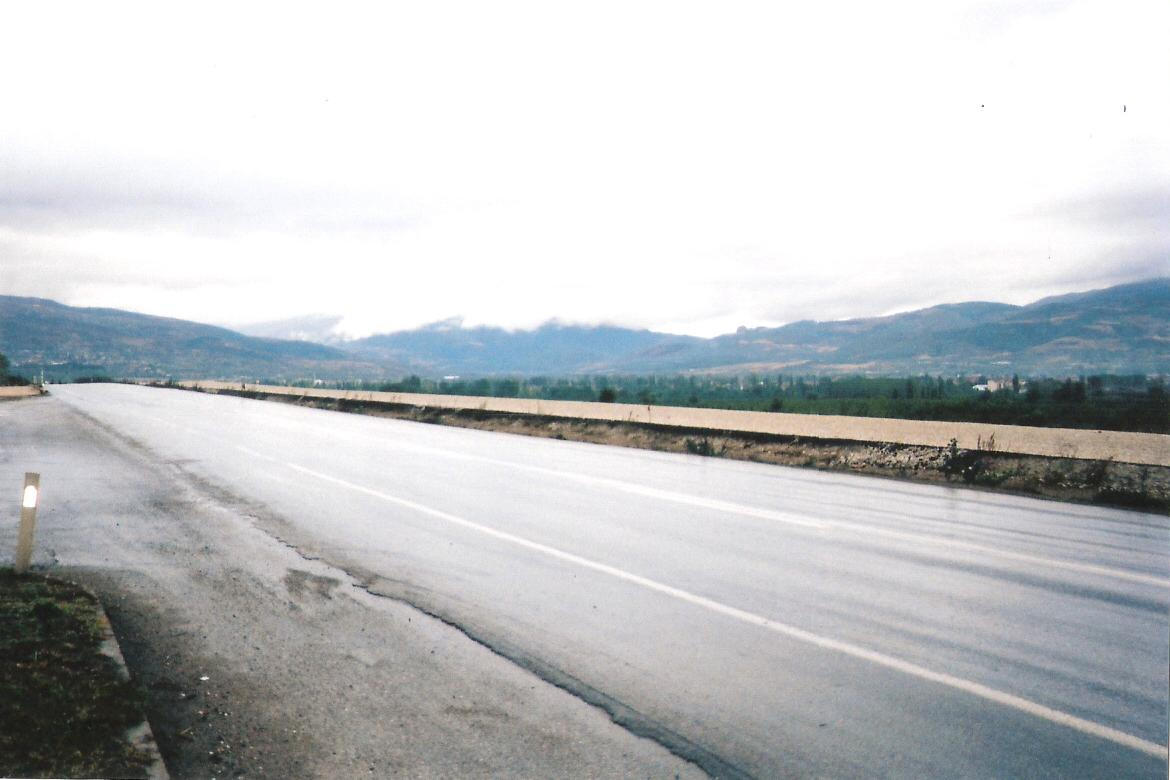
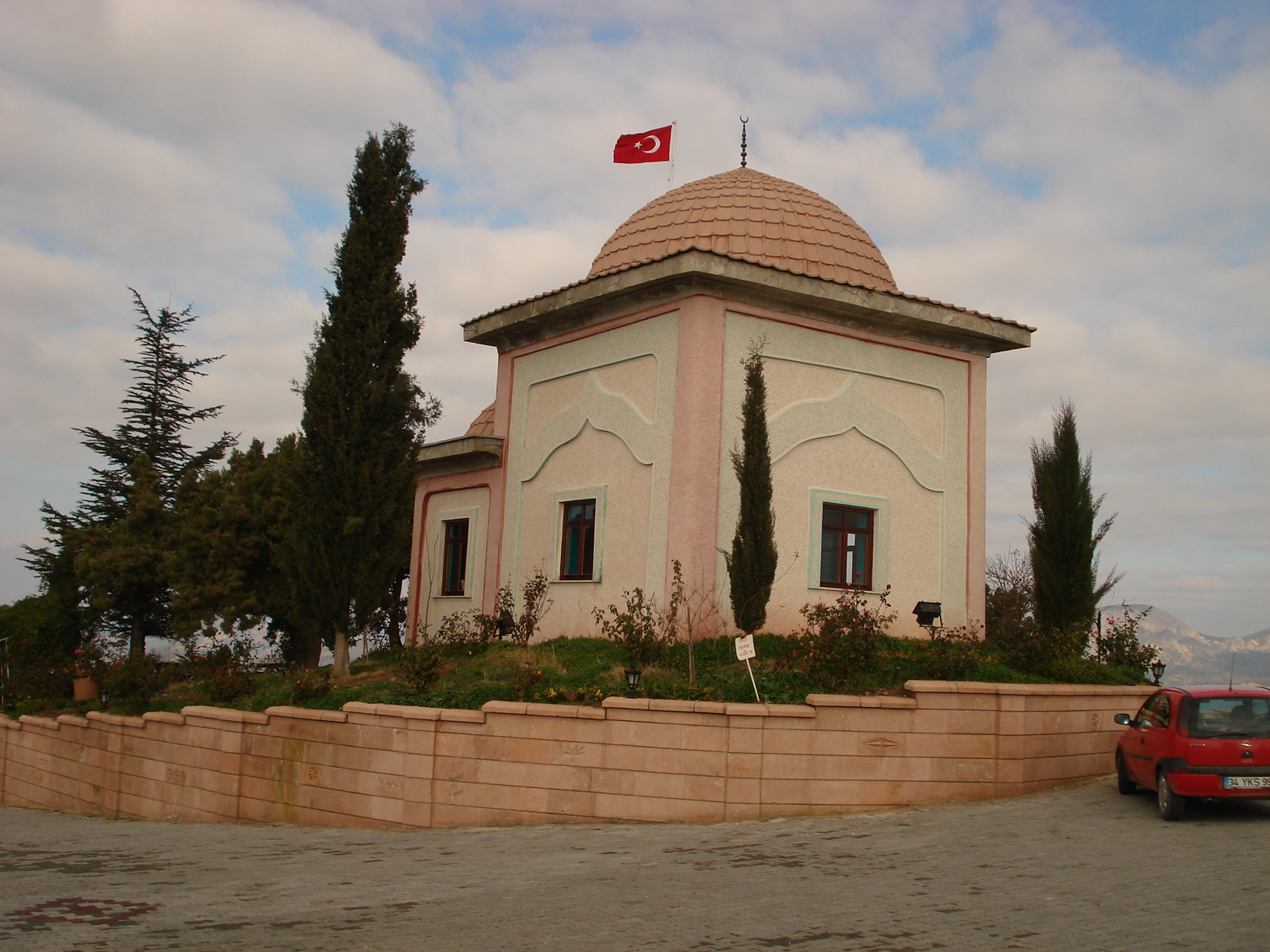
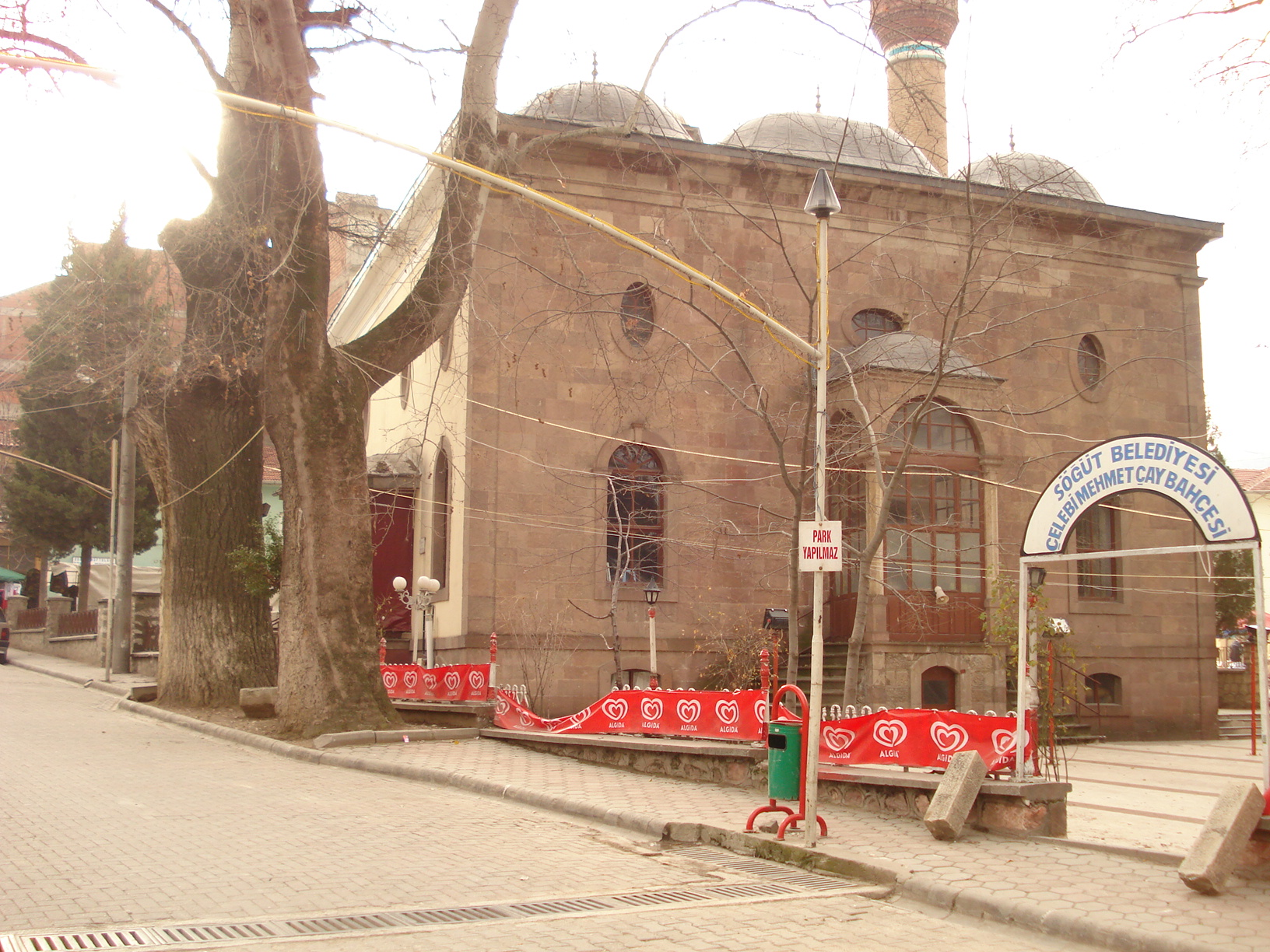

## أعلام
- فاتح دونماز
- لفكه لي مصطفى باشا